# Шижага
Шижага (каз. Шижаға) — село в Аральском районе Кызылординской области Казахстана. Административный центр Октябрьского сельского округа. Находится примерно в 16 км к северу от районного центра, города Аральска. Код КАТО — 433253100.

## Население
В 1999 году население села составляло 2423 человека (1302 мужчины и 1121 женщина). По данным переписи 2009 года, в селе проживало 2198 человек (1133 мужчины и 1065 женщин).